# Moxee (Washington)
Moxee es una ciudad situada en el condado de Yakima, estado de Washington, Estados Unidos. Tiene una población estimada, a mediados de 2022, de 4761 habitantes.

## Geografía
La localidad está ubicada en las coordenadas 46°33′50″N 120°23′48″O / 46.56389, -120.39667 (46.563966, -120.396581).

## Demografía

### Censo de 2020
Según el censo de 2020, en ese momento había 4326 personas residiendo en la localidad. La densidad de población era de 704.56 hab./km². El 54.1% de los habitantes eran blancos, el 1.0% eran afroamericanos, el 2.2% eran amerindios, el 1.4% eran asiáticos, el 0.2% eran isleños del Pacífico, el 25.2% eran de otras razas y el 16.0% eran de una mezcla de razas. Del total de la población, el 45.70% eran hispanos o latinos de cualquier raza.

### Censo de 2000
Según el censo de 2000, en ese momento los ingresos medios de los hogares en la localidad eran de $32,500 y los ingresos medios de las familias eran de $40,500. Los hombres tenían ingresos medios por $35,667 frente a los $20,313 que percibían las mujeres. Los ingresos per cápita para la localidad eran de $14,176. Alrededor del 12.2% de la población estaba por debajo de la línea de pobreza.